# La ragazza della porta accanto (film 2004)
La ragazza della porta accanto (The Girl Next Door) è un film del 2004 diretto da Luke Greenfield, con Emile Hirsch e Elisha Cuthbert.

## Trama
Matthew è all'ultimo anno delle superiori e a breve dovrà affrontare un colloquio per ottenere una borsa di studio, con cui potrà studiare all'Università di Georgetown. Ha due amici (Eli e Klitz), alquanto "sfigati" ma molto affiatati. Un giorno, nella casa accanto alla sua, arriva Danielle, una splendida ragazza che incarna lo stereotipo della ragazza della porta accanto. Si innamora subito di lei, ma dopo un po' i suoi amici scoprono che Danielle è una ex pornostar. La relazione tra i due si interrompe ed il giorno dopo, quando Matthew prova una riconciliazione, scopre che Danielle ha deciso di ritornare al suo vecchio lavoro. Cerca allora di farle abbandonare il mondo del porno, riuscendoci.
Il produttore della ragazza, Kelly (che nel frattempo aveva stretto un rapporto amichevole con Matt), vuole però rifarsi della perdita, e riesce a mettere le mani sui soldi che Matthew aveva raccolto per una borsa di studio, che avrebbe consentito a un geniale ragazzo cambogiano di studiare in America. Matthew deve quindi trovare i soldi necessari per coprire l'ammanco, altrimenti finirà in prigione; prendendo spunto dagli "antiquati" video sull'educazione sessuale proiettati a scuola, gli viene un'idea geniale: accordandosi con Hugo Posh, un famoso produttore porno amico di Danielle (odiato da Kelly perché diventato milionario rubando una sua idea), decide di girare un video educativo "aggiornato" dentro la scuola con April e Ferrari, due amiche di Danielle (anche loro pornostar) e alcuni studenti come co-protagonisti. Se Matt riesce a realizzarlo, Hugo si occuperà di versare di persona i soldi per il ragazzo cambogiano.
I risultati sono migliori del previsto, l'idea è un successo nazionale, e il video piace così tanto che viene adottato da tutte le scuole del paese e fa guadagnare al produttore Hugo e a Matt, suo socio anonimo, milioni di dollari. Matthew, nonostante non abbia vinto la borsa di studio, ha così il denaro per iscriversi alla Georgetown University (e non solo, essendo diventato ricchissimo) e rimane insieme a Danielle; Eli lascia la scuola di cinema e decide di fare del film sull'educazione sessuale di Matt il suo "biglietto da visita", in quanto è stato lui a girarlo; Klitz diventa famoso, seppur senza che venga conosciuta la sua identità, perché ha recitato nell'ultima scena del film coprendosi il viso con una maschera da scherma, scoprendo così che è superdotato, inoltre diventa molto più sicuro di sé, al punto che al college guarda il video con altri compagni di corso e con due ragazze sottobraccio; Kelly riceve un pacco con dei sigari da parte di Matt, accompagnato da un biglietto su cui è scritto che «Il gioco valeva la candela» (frase precedentemente pronunciata dallo stesso Kelly per spiegargli che vanno sempre valutate le conseguenze delle proprie azioni prima di compierle), e continuerà a girare film porno, soddisfatto del successo ottenuto dal giovane amico.

## Incassi
Inizialmente uscita in 2.148 cinema, la pellicola ha incassato nella prima settimana 6 milioni di dollari, e oltre 30 milioni in tutto il mondo.

## Critica
Il film ha ricevuto molte critiche, in particolare dal critico conservatore Michael Medved, per via del ritratto indulgente che si fa del mondo della pornografia. Roger Ebert lo ha bollato come una  «perversa mossa commerciale», criticando gli "studios" per aver pubblicizzato il film come una commedia per ragazzi. Il film è stato criticato anche per via della locandina in cui si vede Elisha Cuthbert a torso nudo e jeans con il "ciak" che le copre il seno. Nonostante le critiche, il film ha avuto un buon successo mondiale.
Paolo Mereghetti ha scritto: «Una tradizionale teen-comedy sull'amore nell'era del porno di massa, che tenta uno sguardo beffardo sullo show business quando entra in scena il fidanzato-manager (Olyphant) di Danielle, deciso a riportarla sul set. il risultato è sgangherato: moralistico sul piano sessuale ed affettivo».

## Riconoscimenti
Il film ha ricevuto 2 candidature agli MTV Movie Awards come miglior bacio (Elisha Cuthbert ed Emile Hirsch) e miglior performance rivelazione femminile (Elisha Cuthbert), inoltre è stato candidato per un Teen Choice Award per "Film che i tuoi genitori non vorrebbero che vedessi" e il Golden Satellite Award "Miglior DVD con contenuti extra - soprattutto commento audio".